# 1391 w polityce
Wydarzenia polityczne w 1391 roku.
- 18 czerwca – drugiego dnia bitwy nad rzeką Kondurczą siły Timura pokonały wojska Złotej Ordy wierne Tochtamyszowi[1].

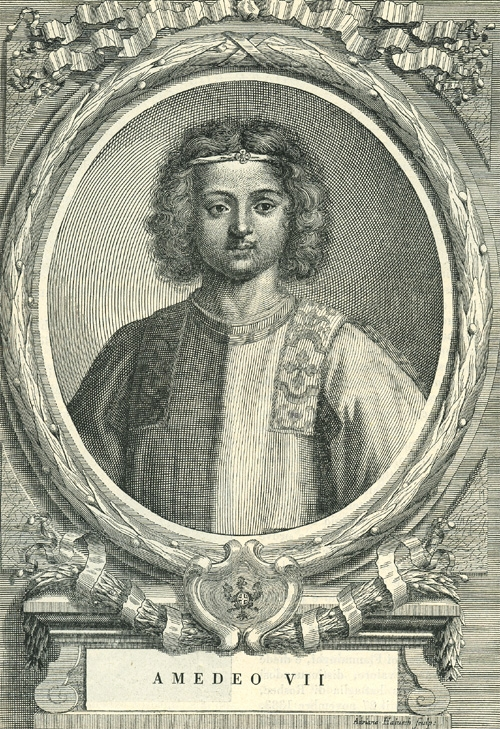
Amadeusz VII Czerwony Hrabia

## Zmarli
- Amadeusz VII Czerwony Hrabia, hrabia Sabaudii[2].